# Kamehameha III
Kamehameha III, född som Kauikeaouli 11 augusti 1813 nära Kailua-Kona på Hawaii, död 15 december 1854 i Honolulu, var kung av kungariket Hawaii mellan 1824 och 1854. Han var den av Hawaiis regenter som regerade längst tid. Gift 1837 med Kalama.

## Biografi
Kauikeaouli var Kamehameha I och drottning Keopuolanis andra son, och var elva år yngre än sin bror Kamehameha II. Det sägs att Kauikeaoulis barndom präglades av skiljelinjen mellan de kristna riktlinjer som landets premiärminister Kaahumanu försökte införa och Hawaiis gamla traditioner. Kauikeaouli tog avstånd från kristendom genom att börja dricka alkohol.

### Tronbestigning
Kauikeaouli var bara elva år gammal då han tillträdde tronen i juni 1825, elva månader efter Kamehameha II:s död. Under de närmaste sju åren vägleddes han av Kaahumanu och hövdingen Kalanimoku. Mellan 1824 och 1832 låg landets verkliga politiska makt hos Kaahumanu. Då hon dog 1832 ersattes hon av Kauikeaoulis halvsyster Elisabea Kinau, som 1839 dog enbart 25 år gammal och ersattes av Kaahumanu III.
Då Kauikeaouli tillträdde tronen uppgick ursprungsbefolkningen på Hawaii till 150 000 invånare, vilket var mindre än hälften av befolkningen då James Cook upptäckte Hawaii år 1778. Under Kauikeaoulis regeringstid skulle siffran återigen halveras, delvis på grund av en smittkoppepidemi.

### Regeringstid
År 1839 legaliserades romersk katolicism under franskt krigshot. Kungen drev även igenom 1840 års konstitution, och två år senare flyttade han huvudstaden från Lahaina till Honolulu.
1843 pressade en brittisk kommendör vid namn George Paulet Kamehameha II till att lämna över kungariket Hawaii till brittiska kronan, men då Kamehameha III kontaktade myndigheterna i England om vad som pågick återfick Hawaii sin självständighet. Det var under denna tid som kungen yttrade en fras som senare skulle komma att bli Hawaiis motto: "Ua mau ke ea o ka aina i ka pono", vilket betyder ungefär "Landets liv är förevigat i rättfärdighet". Dagen då Hawaii återfick sin självständighet blev en nationell helgdag i kungariket.
En av kungens viktigaste handlingar var en omfördelning av land mellan regering, kung, adel och bönder som genomfördes 1848. Då de flesta bönder inte kände till programmet förlorade de mest på omdistributionen. Efter detta program fick även utlänningar för första gången rätten att äga land i Hawaii. Kamehameha III:s sista större handling var 1852 års konstitution som liberaliserade landets politik ordentligt.
Svensken Abraham Fornander svor år 1847 trohetsed till Kamehameha III och tjänstgjorde därefter inom den hawaiianska administrationen.
Kamehameha III dog den 15 december 1854 vid 41 års ålder och efterträddes av sin nevö Alexander Liholiho under namnet Kamehameha IV.